# 天草灘
32°20′N 129°50′E / 32.333°N 129.833°E
天草灘（日语：あまくさなだ）是指位於日本九州西岸長崎縣南部、熊本縣西部、鹿兒島縣西北部的海域。天草灘一般包括天草下島西方的大陸架及附近海域，南側和西側是東海。沿岸有眾多奇岩、海蝕洞、岩礁，有三處海中公園。